# Isaac Leonard Kitts
Isaac Leonard Kitts, ameriški jahač in častnik, * 1896, † 1953.
Kitts je bil jahač na poletnih olimpijskih igrah 1936.